# 扬·莱沃斯拉夫·贝拉
扬·莱沃斯拉夫·贝拉（1843年9月4日—1936年5月25日），斯洛伐克作曲家、指挥家及音乐教师。为19世纪民族浪漫主义运动的核心成员之一。

## 生平
扬·莱沃斯拉夫·贝拉出生于奥地利帝国的利普托夫斯基米库拉什（今属斯洛伐克），并成长在一个天主教会家庭。在其于维也纳大学取得学位之前曾于莱沃恰大学以及班斯卡-比斯特里察的一个神学院中学习。其于1866年成为一名神父。在1869至1881年间，其曾担任克雷姆尼察的音乐总监。1881年其卸任神父的职位，并开始信仰新教，同时开始担任匈牙利王国的赫曼施塔特（现为罗马尼亚的锡比乌）的音乐总监直至1921年。其于1921年退休并搬迁至维也纳居住。1928年，其搬迁至布拉迪斯拉发居住直至1936年去世。

## 音乐
扬·莱沃斯拉夫·贝拉在莱沃恰学习时开始接触作曲。彼时其作品体量均较小，有教堂音乐、民间歌曲改编以及室内乐等等。1873年访问维也纳以及布拉格时，其第一次听到了罗伯特·舒曼、理查德·瓦格纳以及贝德里赫·斯美塔那。这次经历对其产生了深刻的影响，最先的结果便是其于1874年谱写的交响诗《宿命与理想》（Osud a ideál，于1876年在布拉格首演）。
在其活着的时候，扬·莱沃斯拉夫·贝拉同时以一名作曲家及一名指挥家的身份受人尊敬，其支持者不乏安东宁·德沃夏克、约翰内斯·勃拉姆斯、汉斯·冯·彪罗、约瑟夫·约阿希姆以及多赫南伊·埃尔诺等重要音乐人物。
扬·莱沃斯拉夫·贝拉的作品种类丰富，包括歌曲、教堂音乐、管风琴音乐、室内乐以及管弦乐。其歌剧有《铁匠维兰德》（Wieland der Schmied；源自于理查德·瓦格纳的同名歌剧剧本《铁匠维兰德》以及德国传说）。该歌剧于1880-1890年间编写，并于1926年在布拉迪斯拉发以其斯洛伐克版本Kováč Wieland首演。
在近现代，扬·莱沃斯拉夫·贝拉的作品与其他作曲家的作品一同被斯洛伐克作曲家及学者Vladimír Godár所复兴。
1992年，班斯卡-比斯特里察扬·莱沃斯拉夫·贝拉音乐学院成立，该学院以扬·莱沃斯拉夫·贝拉命名。